# Andreea Părăluță
Andreea Părăluță (n. 27 noiembrie 1994, Craiova, România) este o jucătoare de fotbal română. În prezent joacă pentru echipa Fortuna Hjørring și ca portar al echipei naționale a României.

## Carieră
A jucat la CSȘ Târgoviște⁠, ASA Târgu Mureș, Atletico Madrid⁠ și Levante.

## Titluri

### Club
ASA Târgu Mureș
- Cupa României (1): 2016

Atletico Madrid⁠
- Campionatul Spaniei (2): 2017, 2018[5]

### Individuale
- AFAN Cea mai bună Jucătoare de Fotbal din România: 2015[6]

## Legături externe
Materiale media legate de Andreea Părăluță la Wikimedia Commons
- ANDREEA PĂRĂLUȚĂ – POVESTEA CELUI MAI BUN PORTAR AL ROMÂNIEI la fotbalfemininromania.ro